# Ospis
Die Ospis (Ospis-Sohl) bzw. der Ospisrain ist ein 439 m ü. NHN hoher Berg im Spessart. 

## Geographie

Gipfelkreuz

Der bewaldete Berg liegt im bayerischen Landkreis Miltenberg. Der Eselsweg, ein mittelalterlicher Handelsweg, heute ein reizvoller Wanderweg, führt über den Ospis. Er befindet sich ca. 2 km südlich vom Walderholungsplatz Sohlhöhe (oberhalb von Röllbach) und ca. 3 km nordöstlich vom Kloster Engelberg über dem Main. Der Gipfel markiert die höchste Stelle der Gemarkung Großheubach. Im Südwesten geht die Ospis flach zum Langenberg (421 m) über.
Seit 2007 steht dort ein gemauertes Gipfelkreuz.